# Liste der denkmalgeschützten Objekte in Ried im Traunkreis
Die Liste der denkmalgeschützten Objekte in Ried im Traunkreis enthält die 7 denkmalgeschützten, unbeweglichen Objekte der Gemeinde Ried im Traunkreis im Bezirk Kirchdorf (Oberösterreich).

## Denkmäler
| Foto |                 | Denkmal                                                                          | Standort                                                  | Beschreibung | Metadaten |
| ---- | --------------- | -------------------------------------------------------------------------------- | --------------------------------------------------------- | --- | --- |
| ja   | Datei hochladen | Kath. Pfarrkirche hl. Nikolaus HERIS-ID: 52519 Objekt-ID: 59523                  | Hauptstraße 26, neben Standort KG: Ried im Traunkreis     | Die Errichtung der Pfarrkirche erfolgte in mehreren Etappen. 1476 wurde der Chor gebaut. Das Langhaus folgte vermutlich erst um 1522. 1736 und später mauerte man die übrigen Elemente auf. Der Bau aus Konglomerat hat einen dreijochigen Chor mit einem Netzrippengewölbe und einem Dreiachtelschluss. Das netzrippengewölbte Langhaus hat vier Joche. Die Einrichtung ist im Wesentlichen neugotisch mit einigen gotischen und barocken Heiligenfiguren. Der westliche Vorbau mit dem Tor zum Friedhof stammt wahrscheinlich aus dem 17. Jahrhundert. Der Kirchturm ist bis knapp unter die Turmuhren von einem Efeu (Hedera helix) bewachsen. Mit Bescheid der Oberösterreichischen Landesregierung vom 10. Januar 1984 wurde dieser Efeustock als Naturdenkmal festgestellt. | BDA-Hist.: Q23541860 Status: § 2a Stand der BDA-Liste: 2025-06-30 Name: Kath. Pfarrkirche hl. Nikolaus GstNr.: .15 Kath. Pfarrkirche hl. Nikolaus, Ried im Traunkreis                               |
| ja   | Datei hochladen | Pfarrhof HERIS-ID: 95625 Objekt-ID: 110989                                       | Hauptstraße 26 Standort KG: Ried im Traunkreis            | | BDA-Hist.: Q37766603 Status: § 2a Stand der BDA-Liste: 2025-06-30 Name: Pfarrhof GstNr.: .18 |
| ja   | Datei hochladen | Volksschule HERIS-ID: 95820 Objekt-ID: 111198                                    | Hauptstraße 30 Standort KG: Ried im Traunkreis            | | BDA-Hist.: Q37766923 Status: § 2a Stand der BDA-Liste: 2025-06-30 Name: Volksschule GstNr.: .106 |
| ja   | Datei hochladen | Bildstock HERIS-ID: 95824 Objekt-ID: 111202                                      | bei Hauptstraße 42 Standort KG: Ried im Traunkreis        | | BDA-Hist.: Q37766934 Status: § 2a Stand der BDA-Liste: 2025-06-30 Name: Bildstock GstNr.: 51/1 |
| ja   | Datei hochladen | Wallfahrtskirche Maria Haslach HERIS-ID: 95628 Objekt-ID: 110992                 | Kapellenweg 16, gegenüber Standort KG: Ried im Traunkreis | Die kleine Wallfahrtskirche der Schmerzhaften Muttergottes ist von 1753 und wurde Mitte des 19. Jahrhunderts erweitert. | BDA-Hist.: Q37766630 Status: § 2a Stand der BDA-Liste: 2025-06-30 Name: Wallfahrtskirche Maria Haslach GstNr.: .69 Wallfahrtskirche Maria Haslach, Ried im Traunkreis                               |
| ja   | Datei hochladen | Kath. Filialkirche hl. Jakob und ehem. Kirchhof HERIS-ID: 52670 Objekt-ID: 60145 | Weigersdorf 3, neben Standort KG: Zenndorf                | Die heutige Form erhielt die Kirche mit dem Bau des Chors um 1470, dem Aufbau des Langhauses um 1520 und der Errichtung des Turmes im Jahre 1853. Die Kirche gilt als eine der schönsten zweischiffigen Landkirchen des Traunviertels. Auffallend sind die hohen Fenster mit Fischblasenmaßwerk und des reiche Knorpelwerk an den Altären und der Kanzel. | BDA-Hist.: Q38053385 Status: § 2a Stand der BDA-Liste: 2025-06-30 Name: Kath. Filialkirche hl. Jakob und ehem. Kirchhof GstNr.: .30, 598/2 Filialkirche hl. Jakob, Weigersdorf (Ried im Traunkreis) |
| ja   | Datei hochladen | Friedhof christlich HERIS-ID: 95626 Objekt-ID: 110990                            | Hauptstraße Standort KG: Ried im Traunkreis               | Auf dem Rieder Friedhof gibt es noch einige schmiedeeiserne Grabkreuze aus dem 17. und 18. Jahrhundert. | BDA-Hist.: Q37766621 Status: § 2a Stand der BDA-Liste: 2025-06-30 Name: Friedhof christlich GstNr.: 20/1, .14                                                                                       |